# سیارک ۱۶۲۶۹
سیارک ۱۶۲۶۹ (به انگلیسی: 16269 Merkord، نامگذاری:2000JP44) شانزده هزار و دویست و شصت و نهمین سیارک کشف شده‌است که در ۷ مه ۲۰۰۰ کشف شد.
قدر مطلق سیارک برابر ۱۴٫۹ است.